# سرهی ربروف
سرهیای ربروو (اوکراینی: Сергій Станіславович Ребров؛ زادهٔ ۳ ژوئن ۱۹۷۴) یک بازیکن فوتبال اهل اوکراین است. وی همچنین در تیم ملی فوتبال اوکراین بازی کرده‌است.